# Hlídač č. 47 (film, 2008)
Hlídač č. 47 je film režiséra Filipa Renče natočený v produkci České televize v roce 2008. Scénář vznikl na některé motivy románu Josefa Kopty z roku 1926. Nejedná se o remake stejnojmenného filmu Josefa Rovenského z roku 1937, ale o zcela nové, svébytné dílo, jehož autoři se nechali původní románovou předlohou pouze inspirovat. V roce 1951 natočil Hugo Haas na stejný námět v USA film Pickup (Hlídač č.47).
Hlavní hrdina (Josef Douša) je železničním hlídačem. Jednou zachrání život mladíka, který chce skočit pod vlak. Mladík se zamiluje do železničářovy manželky. Ačkoliv se Doušovi po čase sluch vrátí, i nadále předstírá hluchotu, aby zjistil, co si lidé myslí a povídají o něm a o jeho manželce.
Snímek se natáčel v Krušných horách. Vechtrovna se nachází u nádraží Kovářská nedaleko Vejprt u německých hranic.

## Ocenění
Film získal tři České lvy za nejlepší střih, mužský herecký výkon v hlavní roli a mužský herecký výkon ve vedlejší roli. Na festivalu v kalifornském Tiburonu získal 4 ceny včetně hlavní.